# Prema Racing
Prema Racing, anteriormente llamado Prema Powerteam, es una escudería de automovilismo italiana fundada en el año 1983. Es comúnmente considerada como la escudería de monoplazas más prestigiosa compitiendo en categorías promocionales de Fórmula 1 y en campeonatos regionales. Desde 2023 también compiten en el Campeonato Mundial de Resistencia de la FIA y en la F1 Academy. En 2025, entró como nuevo equipo de la IndyCar Series.
Actualmente la escudería compite en la ADAC Fórmula 4 (desde 2015), el Campeonato de Fórmula 2 de la FIA (desde 2017), y el Campeonato de Fórmula 3 de la FIA (desde 2019) entre otras competiciones. Anteriormente compitió en la Fórmula 3 Italiana (1984–1999, 2002, 2009-2012), la Fórmula 3 Alemana (2000–2002), la Fórmula Renault Italiana (2000–2008), la Eurocopa de Fórmula Renault 2.0 (2001–2003, 2005-2008, 2013–2014), la Fórmula 3 Euroseries (2003-2012), la Fórmula Renault 3.5 Series (2006–2008), Fórmula Abarth (2010–2012), la Fórmula Renault Alpes 2.0 (2012–2014), Fórmula 3 Europea (desde 2012), la Fórmula 3 Euroseries (desde 2014), y en la última temporada de la GP2 Series (2016) entre otras series.
Logró palmarés en muchas categorías, su victoria más reciente fue ganar el campeonato de equipos y de pilotos de Fórmula 2 en 2021 con Oscar Piastri. Este último formando parte de la Academia Alpine. En 2023 la escudería ingresó en la F1 Academy, donde resultaron campeones en el campeonato de equipos y de pilotos con la española Marta García. También resultaron campeones del campeonato de equipos en 2024.
Entre sus pilotos se destacan Ryan Briscoe, Kamui Kobayashi, Roberto Merhi, Daniel Juncadella, Miguel Molina, Antonio Fuoco, Lance Stroll, Mick Schumacher, Esteban Ocon, Nyck de Vries, Antonio Giovinazzi, Pierre Gasly, Charles Leclerc, Robert Shwartzman, Marcus Armstrong, Callum Ilott, Oscar Piastri, Frederik Vesti y Andrea Kimi Antonelli.

## F3 Euroseries
En la temporada inaugural de la categoría logró el campeonato de pilotos con Ryan Briscoe pero no el de escuderías, 8 años más tarde vuelven a ganar el campeonato de pilotos, esta vez con el español Roberto Merhi. En 2012, la última temporada de la categoría, logran el campeonato con el piloto español Daniel Juncadella.

## Resultados

### Categorías actuales

#### Campeonato de Fórmula 2 de la FIA
(Clave) (negrita indica pole position) (cursiva indica vuelta rápida puntuable)

| Año   | Chasis                                 | Neu. | N.º | Pilotos               | 1    | 1    | 2    | 2    | 3   | 3   | 4    | 4    | 5    | 5    | 6   | 6   | 7   | 7   | 8   | 8   | 9   | 9   | 10  | 10  | 11   | 11   | 12   | 12   |     |     |     |     | Puntos | Pos. | Ref.   |
| ----- | -------------------------------------- | ---- | --- | --------------------- | ---- | ---- | ---- | ---- | --- | --- | ---- | ---- | ---- | ---- | --- | --- | --- | --- | --- | --- | --- | --- | --- | --- | ---- | ---- | ---- | ---- | --- | --- | --- | --- | ------ | ---- | ------ |
| 2017  | Dallara GP2/11 Mecachrome V8108 GP2 V8 | P    |     |                       | SAK  | SAK  | BAR  | BAR  | MON | MON | BAK  | BAK  | SPI  | SPI  | SIL | SIL | BUD | BUD | SPA | SPA | MNZ | MNZ | JER | JER | YMC  | YMC  |      |      |     |     |     |     | 380    | 2.º  | [ 7 ]  |
| 2017  | Dallara GP2/11 Mecachrome V8108 GP2 V8 | P    | 1   | Charles Leclerc       | 3    | 1    | 1    | 4    | Ret | Ret | 1    | 2    | 1    | Ret  | 1   | 5   | 4   | 4   | DSQ | 5   | 17  | 9   | 1   | 7   | 2    | 1    |      |      |     |     |     |     | 380    | 2.º  | [ 7 ]  |
| 2017  | Dallara GP2/11 Mecachrome V8108 GP2 V8 | P    | 2   | Antonio Fuoco         | 9    | 10   | 13   | Ret  | 11  | 10  | Ret  | 12   | 3    | 5    | 16  | 12  | Ret | 17  | 3   | 7   | 1   | 3   | 3   | 5   | DSQ  | 11   |      |      |     |     |     |     | 380    | 2.º  | [ 7 ]  |
| 2018  | Dallara F2 2018 Mecachrome V6 Turbo    | P    |     |                       | SAK  | SAK  | BAK  | BAK  | BAR | BAR | MON  | MON  | LEC  | LEC  | SPI | SPI | SIL | SIL | BUD | BUD | SPA | SPA | MNZ | MNZ | SOC  | SOC  | YMC  | YMC  |     |     |     |     | 231    | 5.º  | [ 8 ]  |
| 2018  | Dallara F2 2018 Mecachrome V6 Turbo    | P    | 3   | Sean Gelael           | 7    | 16   | 10   | Ret  | Ret | 6   | 2    | Ret  | Ret  | 18   | 13  | Ret | Ret | 15  | 13  | 11  | 16  | Ret | 11  | Ret | DNS  | 12   | 17   | Ret  |     |     |     |     | 231    | 5.º  | [ 8 ]  |
| 2018  | Dallara F2 2018 Mecachrome V6 Turbo    | P    | 4   | Nyck de Vries         | 6    | 5    | Ret  | 2    | 2   | Ret | Ret  | 9    | 5    | 1    | Ret | 14  | 7   | 6   | 1   | 7   | 1   | 4   | 9   | 17  | 3    | 4    | 4    | 5    |     |     |     |     | 231    | 5.º  | [ 8 ]  |
| 2019  | Dallara F2 2018 Mecachrome V6 Turbo    | P    |     |                       | SAK  | SAK  | BAK  | BAK  | BAR | BAR | MON  | MON  | LEC  | LEC  | SPI | SPI | SIL | SIL | BUD | BUD | SPA | SPA | MNZ | MNZ | SOC  | SOC  | YMC  | YMC  |     |     |     |     | 68     | 9.º  | [ 9 ]  |
| 2019  | Dallara F2 2018 Mecachrome V6 Turbo    | P    | 9   | Mick Schumacher       | 8    | 6    | Ret  | 5    | 15  | 12  | 13   | 11   | Ret  | Ret  | 18  | 4   | 11  | 6   | 8   | 1   | C   | C   | NC  | 6   | Ret  | Ret  | 9    | 11   |     |     |     |     | 68     | 9.º  | [ 9 ]  |
| 2019  | Dallara F2 2018 Mecachrome V6 Turbo    | P    | 10  | Sean Gelael           | Ret  | 10   | 6    | 8    | 9   | 9   | Ret  | 15   | Ret  | 17   | 16  | 12  | WD  | WD  | 15  | 17  | C   | C   | 9   | Ret | 11   | 7    | 17   | Ret  |     |     |     |     | 68     | 9.º  | [ 9 ]  |
| 2020  | Dallara F2 2018 Mecachrome V6 Turbo    | P    |     |                       | SPI1 | SPI1 | SPI2 | SPI2 | BUD | BUD | SIL1 | SIL1 | SIL2 | SIL2 | BAR | BAR | SPA | SPA | MNZ | MNZ | MUG | MUG | SOC | SOC | SAK1 | SAK1 | SAK2 | SAK2 |     |     |     |     | 392    | 1.º  | [ 10 ] |
| 2020  | Dallara F2 2018 Mecachrome V6 Turbo    | P    | 20  | Mick Schumacher       | 11   | 7    | 4    | Ret  | 3   | 3   | 9    | 14   | 7    | 2    | 6   | 3   | 3   | 2   | 1   | 3   | 5   | 4   | 1   | 3   | 4    | 7    | 6    | 18   |     |     |     |     |        |      | [ 10 ] |
| 2020  | Dallara F2 2018 Mecachrome V6 Turbo    | P    | 21  | Robert Shwartzman     | 3    | 4    | 1    | Ret  | 1   | 4   | 14   | 13   | 8    | 13   | 2   | 13  | 5   | 1   | 9   | 5   | Ret | 9   | 11  | 10  | 8    | 1    | 4    | 5    |     |     |     |     |        |      | [ 10 ] |
| 2021  | Dallara F2 2018 Mecachrome V6 Turbo    | P    |     |                       | 1    | 1    | 1    | 2    | 2   | 2   | 3    | 3    | 3    | 4    | 4   | 4   | 5   | 5   | 5   | 6   | 6   | 6   | 7   | 7   | 7    | 8    | 8    | 8    |     |     |     |     | 199    | 1º   | [ 11 ] |
| 2021  | Dallara F2 2018 Mecachrome V6 Turbo    | P    | SAK | SAK                   | SAK  | MON  | MON  | MON  | BAK | BAK | BAK  | SIL  | SIL  | SIL  | MNZ | MNZ | MNZ | SOC | SOC | SOC | YED | YED | YED | YMC | YMC  | YMC  |      |      |     |     |     |     | 199    | 1º   | [ 11 ] |
| 2021  | Dallara F2 2018 Mecachrome V6 Turbo    | P    | 1   | Robert Shwartzman     | 4    | Ret  | 7    | Ret  | 10  | 4   | 1    | 5    | 3    | 1    | 15  | 5   | 6   | 3   | 6   | 3   | C   | 4   | 5   | 3   | 2    | 4    | 2    | 5    |     |     |     |     | 199    | 1º   | [ 11 ] |
| 2021  | Dallara F2 2018 Mecachrome V6 Turbo    | P    | 2   | Oscar Piastri         | 5    | 1    | 19†  | 8    | 2   | 2   | Ret  | 8    | 2    | 6    | 4   | 3   | 4   | 7   | 1   | 9   | C   | 1   | 8   | 1   | 1    | 3    | Ret  | 1    |     |     |     |     | 199    | 1º   | [ 11 ] |
| 2022  | Dallara F2 2018 Mecachrome V6 Turbo    | P    |     |                       | 1    | 1    | 2    | 2    | 3   | 3   | 4    | 4    | 5    | 5    | 6   | 6   | 7   | 7   | 8   | 8   | 9   | 9   | 10  | 10  | 11   | 11   | 12   | 12   | 13  | 13  | 14  | 14  | 241    | 4.º  | [ 12 ] |
| 2022  | Dallara F2 2018 Mecachrome V6 Turbo    | P    | SAK | SAK                   | YED  | YED  | IMO  | IMO  | BAR | BAR | MON  | MON  | BAK  | BAK  | SIL | SIL | SPI | SPI | LEC | LEC | BUD | BUD | SPA | SPA | ZAN  | ZAN  | MNZ  | MNZ  | YMC | YMC |     |     | 241    | 4.º  | [ 12 ] |
| 2022  | Dallara F2 2018 Mecachrome V6 Turbo    | P    | 5   | Dennis Hauger         | 9    | 19†  | 16   | 6    | 3   | Ret | 12   | 13   | 1    | 7    | Ret | 1   | 15  | Ret | 9   | 4   | 12  | 16  | Ret | 19  | 10   | 12   | 3    | 4    | 9   | 4   | 4   | 4   | 241    | 4.º  | [ 12 ] |
| 2022  | Dallara F2 2018 Mecachrome V6 Turbo    | P    | 2   | Jehan Daruvala        | 2    | 14   | 7    | 3    | 2   | 9   | 4    | Ret  | 2    | 8    | 2   | 4   | 8   | 7   | 11  | 12  | 2   | 7   | 17  | 11  | DNS  | 20   | 16   | 10   | 3   | 1   | Ret | 13  | 241    | 4.º  | [ 12 ] |
| 2023  | Dallara F2 2018 Mecachrome V6 Turbo    | P    |     |                       |      |      |      |      |     |     |      |      |      |      |     |     |     |     |     |     |     |     |     |     |      |      |      |      |     |     |     |     |        |      |        |
| 2023  | Dallara F2 2018 Mecachrome V6 Turbo    | P    | SAK | SAK                   | YED  | YED  | MEL  | MEL  | IMO | IMO | BAK  | BAK  | MON  | MON  | BAR | BAR | SPI | SPI | SIL | SIL | BUD | BUD | SPA | SPA | ZAN  | ZAN  | MNZ  | MNZ  | YMC | YMC | 322 | 2.º | [ 13 ] |      |        |
| 2023  | Dallara F2 2018 Mecachrome V6 Turbo    | P    | 7   | Frederik Vesti        | 17   | Ret  | 6    | 1    | 8   | 4   | C    | C    | 2    | 4    | 9   | 1   | 1   | 5   | 9   | 3   | 1   | Ret | 9   | 2   | 6    | DNS  | 7    | Ret  | 1   | Ret | 322 | 2.º | [ 13 ] | 1    | 3      |
| 2023  | Dallara F2 2018 Mecachrome V6 Turbo    | P    | 8   | Oliver Bearman        | 15   | 14   | Ret  | 10   | 7   | 17  | C    | C    | 1    | 1    | Ret | 11  | 7   | 1   | 8   | 5   | 6   | 8   | 3   | 12  | 12   | 7    | 3    | Ret  | 6   | 1   | 322 | 2.º | [ 13 ] | 10   | Ret    |
| 2024* | Dallara F2 2024 Mecachrome V6 Turbo    | P    |     |                       |      |      |      |      |     |     |      |      |      |      |     |     |     |     |     |     |     |     |     |     |      |      |      |      |     |     | 322 | 2.º | [ 13 ] |      |        |
| 2024* | Dallara F2 2024 Mecachrome V6 Turbo    | P    | SAK | SAK                   | YED  | YED  | MEL  | MEL  | IMO | IMO | MON  | MON  | BAR  | BAR  | SPI | SPI | SIL | SIL | BUD | BUD | SPA | SPA | MNZ | MNZ | BAK  | BAK  | LUS  | LUS  | YMC | YMC | 194 | 5.º | [ 14 ] |      |        |
| 2024* | Dallara F2 2024 Mecachrome V6 Turbo    | P    | 3   | Oliver Bearman        | 16   | 15   | WD   | WD   | 14  | 9   | 5    | 19   | 11   | 4    | 21  | 14  | 1   | Ret | Ret | 7   | 10  | 15  | 7   | Ret | 1    | 7    | 3    | Ret  | 1   | 12  | 194 | 5.º | [ 14 ] | 4    | 5      |
| 2024* | Dallara F2 2024 Mecachrome V6 Turbo    | P    | 4   | Andrea Kimi Antonelli | 14   | 10   | 6    | 6    | Ret | 4   | 10   | 4    | 4    | 7    | 15  | 12  | 15  | 13  | 1   | Ret | 14  | 1   | 6   | 9   | 18   | 4    | 7    | 3    | 19† | Ret | 194 | 5.º | [ 14 ] | WD   | WD     |

- * Temporada en progreso.

#### Campeonato de Fórmula 3 de la FIA
(Clave) (negrita indica pole position) (cursiva indica vuelta rápida puntuable)

| Año  | Chasis                                | Neu. | N.º | Pilotos           | 1    | 1    | 2    | 2    | 3   | 3   | 4    | 4    | 5    | 5    | 6   | 6   | 7   | 7   | 8   | 8   | 9   | 9   |     |   |    | Puntos | Pos. | Ref.   |
| ---- | ------------------------------------- | ---- | --- | ----------------- | ---- | ---- | ---- | ---- | --- | --- | ---- | ---- | ---- | ---- | --- | --- | --- | --- | --- | --- | --- | --- | --- | - | -- | ------ | ---- | ------ |
| 2019 | Dallara F3 2019 Mecachrome V634 3.4 L | P    |     |                   | BAR  | BAR  | LEC  | LEC  | SPI | SPI | SIL  | SIL  | BUD  | BUD  | SPA | SPA | MNZ | MNZ | SOC | SOC |     |     |     |   |    | 503    | 1.º  | [ 15 ] |
| 2019 | Dallara F3 2019 Mecachrome V634 3.4 L | P    | 26  | Marcus Armstrong  | 3    | 5    | 6    | 6    | 3   | 19  | 3    | 4    | 8    | 1    | 8   | 1   | 21  | 14  | 1   | 2   |     |     |     |   |    | 503    | 1.º  | [ 15 ] |
| 2019 | Dallara F3 2019 Mecachrome V634 3.4 L | P    | 27  | Jehan Daruvala    | 7    | 1    | 1    | 3    | 4   | 2   | 2    | 28†  | 11   | 7    | 3   | 5   | 2   | 13  | 5   | 15  |     |     |     |   |    | 503    | 1.º  | [ 15 ] |
| 2019 | Dallara F3 2019 Mecachrome V634 3.4 L | P    | 28  | Robert Shwartzman | 1    | 4    | 2    | 1    | 5   | 3   | 5    | 2    | 5    | Ret  | 2   | 3   | 1   | 8   | 2   | 3   |     |     |     |   |    | 503    | 1.º  | [ 15 ] |
| 2020 | Dallara F3 2019 Mecachrome V634 3.4 L | P    |     |                   | SPI1 | SPI1 | SPI2 | SPI2 | BUD | BUD | SIL1 | SIL1 | SIL2 | SIL2 | BAR | BAR | SPA | SPA | MNZ | MNZ | MUG | MUG |     |   |    | 470.5  | 1.º  | [ 16 ] |
| 2020 | Dallara F3 2019 Mecachrome V634 3.4 L | P    | 1   | Oscar Piastri     | 1    | 8    | 4    | 5    | 2   | 2   | 2    | Ret  | 7    | 6    | 6   | 1   | 5   | 6   | 3   | Ret | 11  | 7   |     |   |    | 470.5  | 1.º  | [ 16 ] |
| 2020 | Dallara F3 2019 Mecachrome V634 3.4 L | P    | 2   | Frederik Vesti    | 4    | 6    | 1    | 8    | Ret | Ret | 5    | 4    | 4    | 8    | Ret | 21  | 6   | 2   | 1   | 23† | 1   | 9   |     |   |    | 470.5  | 1.º  | [ 16 ] |
| 2020 | Dallara F3 2019 Mecachrome V634 3.4 L | P    | 3   | Logan Sargeant    | 2    | 27   | 6    | 2    | 6   | 4   | 3    | 5    | 1    | Ret  | 3   | 5   | 8   | 1   | 26  | 24† | 6   | Ret |     |   |    | 470.5  | 1.º  | [ 16 ] |
| 2021 | Dallara F3 2019 Mecachrome V634 3.4 L | P    |     |                   | 1    | 1    | 1    | 2    | 2   | 2   | 3    | 3    | 3    | 4    | 4   | 4   | 5   | 5   | 5   | 6   | 6   | 6   | 7   | 7 | 7  | 375    | 2.º  | [ 17 ] |
| 2021 | Dallara F3 2019 Mecachrome V634 3.4 L | P    | BAR | BAR               | BAR  | FRA  | FRA  | FRA  | SPI | SPI | SPI  | BUD  | BUD  | BUD  | SPA | SPA | SPA | ZAN | ZAN | ZAN | SOC | SOC | SOC |   |    | 375    | 2.º  | [ 17 ] |
| 2021 | Dallara F3 2019 Mecachrome V634 3.4 L | P    | 1   | Dennis Hauger     | 5    | 25   | 1    | 9    | 2   | 2   | 1    | 3    | 2    | 5    | 5   | 1   | 14  | 9   | 8   | 7   | 27† | 1   | 2   | C | 24 | 375    | 2.º  | [ 17 ] |
| 2021 | Dallara F3 2019 Mecachrome V634 3.4 L | P    | 2   | Arthur Leclerc    | 28   | 24   | 13   | 12   | 1   | 13  | Ret  | 6    | Ret  | 13   | 11  | 2   | 13  | 10  | 10  | 1   | 7   | 9   | 7   | C | 7  | 375    | 2.º  | [ 17 ] |
| 2021 | Dallara F3 2019 Mecachrome V634 3.4 L | P    | 3   | Olli Caldwell     | 6    | 1    | 4    | 10   | 4   | Ret | 2    | 9    | 3    | 2    | 29  | 8   | 16  | 15  | 11  | 10  | 6   | 14  | 17  | C | 10 | 375    | 2.º  | [ 17 ] |

#### Campeonato de EAU de Fórmula 4
| Temporada | Monoplaza       | Piloto                | Carreras | Victorias | Poles | VR | Puntos | Pos. | Pos. |
| --------- | --------------- | --------------------- | -------- | --------- | ----- | -- | ------ | ---- | ---- |
| 2016-17   | Tatuus F4-T014  | Amna Al Qubaisi       | 0        | 0         | 0     | 0  | 0      | NC   | NC   |
| 2020      | Tatuus F4-T014  | Hamda Al Qubaisi      | 19       | 3         | 7     | 6  | 258    | 4.º  | 3.º  |
| 2021      | Tatuus F4-T014  | Hamda Al Qubaisi      | 19       | 3         | 1     | 2  | 221    | 4.º  | 3.º  |
| 2022      | Tatuus F4-T-421 | Charlie Wurz          | 20       | 2         | 3     | 2  | 255    | 1.º  | 1.º  |
| 2022      | Tatuus F4-T-421 | Rafael Câmara         | 16       | 6         | 4     | 5  | 210    | 2.º  | 1.º  |
| 2022      | Tatuus F4-T-421 | Andrea Kimi Antonelli | 8        | 2         | 1     | 3  | 117    | 8.º  | 1.º  |
| 2022      | Tatuus F4-T-421 | Aiden Neate           | 20       | 0         | 0     | 2  | 199    | 3.º  | 2.º  |
| 2022      | Tatuus F4-T-421 | James Wharton         | 16       | 4         | 3     | 4  | 168    | 5.º  | 2.º  |
| 2022      | Tatuus F4-T-421 | Andrea Kimi Antonelli | 8        | 2         | 1     | 3  | 117    | 8.º  | 2.º  |
| 2022      | Tatuus F4-T-421 | Conrad Laursen        | 8        | 0         | 0     | 0  | 56     | 12.º | 2.º  |
| 2023      | Tatuus F4-T-421 | Bianca Bustamante     |          |           |       |    |        |      |      |
| 2023      | Tatuus F4-T-421 | Ugo Ugochukwu         |          |           |       |    |        |      |      |
| 2023      | Tatuus F4-T-421 | Nicola Lacorte        |          |           |       |    |        |      |      |
| 2023      | Tatuus F4-T-421 | Tuukka Taponen        |          |           |       |    |        |      |      |
| 2023      | Tatuus F4-T-421 | Muhammad Ibrahim      |          |           |       |    |        |      |      |
| 2023      | Tatuus F4-T-421 | James Wharton         |          |           |       |    |        |      |      |
| 2023      | Tatuus F4-T-421 | Rishon Rajeev         |          |           |       |    |        |      |      |

### Categorías pasadas

#### Fórmula 3000 Internacional
| Temporada | Monoplaza   | Piloto        | Poles | VR | Puntos | Pos. | Pos.  | Puntos | Pos. |
| --------- | ----------- | ------------- | ----- | -- | ------ | ---- | ----- | ------ | ---- |
| 1998      | Lola T96/50 | André Couto   | 12    | 0  | 0      | 0    | 7     | 11.º   | N/A  |
| 1998      | Lola T96/50 | Paolo Ruberti | 6     | 0  | 0      | 0    | 0     | 39.º   | N/A  |
| 1998      | Lola T96/50 | Thomas Biagi  | 6 (8) | 0  | 0      | 0    | 0 (3) | 15.º   | N/A  |

#### GP2 Series
| Temporada | Monoplaza      | Piloto             | Carreras | Victorias | Poles | VR | Podios | Puntos | Pos. | Pos. |
| --------- | -------------- | ------------------ | -------- | --------- | ----- | -- | ------ | ------ | ---- | ---- |
| 2016      | Dallara GP2/11 | Pierre Gasly       | 22       | 4         | 5     | 3  | 9      | 219    | 1.º  | 1.º  |
| 2016      | Dallara GP2/11 | Antonio Giovinazzi | 22       | 5         | 2     | 4  | 8      | 211    | 2.º  | 1.º  |

En detalle
(Clave) (negrita indica pole position) (cursiva indica vuelta rápida puntuable)

| Temporada | Monoplaza      | Neu. | N.º | Pilotos            | 1   | 1   | 2   | 2   | 3   | 3   | 4   | 4   | 5   | 5   | 6   | 6   | 7   | 7   | 8   | 8   | 9   | 9   | 10  | 10  | 11  | 11  | Puntos | Pos. | Ref.   |
| --------- | -------------- | ---- | --- | ------------------ | --- | --- | --- | --- | --- | --- | --- | --- | --- | --- | --- | --- | --- | --- | --- | --- | --- | --- | --- | --- | --- | --- | ------ | ---- | ------ |
| 2016      | Dallara GP2/11 | P    |     |                    | BAR | BAR | MON | MON | BAK | BAK | SPI | SPI | SIL | SIL | BUD | BUD | HOC | HOC | SPA | SPA | MNZ | MNZ | KUA | KUA | YMC | YMC | 430    | 1.º  | [ 18 ] |
| 2016      | Dallara GP2/11 | P    | 20  | Antonio Giovinazzi | 18  | Ret | 11  | 18  | 1   | 1   | Ret | 5   | 2   | 4   | 2   | 17† | 8   | Ret | 6   | 1   | 1   | 3   | 1   | 4   | 5   | 6   | 430    | 1.º  | [ 18 ] |
| 2016      | Dallara GP2/11 | P    | 21  | Pierre Gasly       | 3   | 2   | 15  | 13  | Ret | 2   | Ret | 7   | 1   | 7   | 1   | 7   | DSQ | 6   | 1   | 4   | 4   | 2   | 11  | 3   | 1   | 9   | 430    | 1.º  | [ 18 ] |